# Temporada 1991-92 de los Portland Trail Blazers
La temporada 1991-92 fue la vigesimosegunda de los Portland Trail Blazers en la NBA. La temporada regular acabó con 57 victorias y 25 derrotas, ocupando el primero puesto de la conferencia Oeste, clasificándose para los playoffs, en los que alcanzaron las Finales, cayendo ante Chicago Bulls.

## Elecciones en elDraft
| Ronda | Puesto | Jugador        | Posición | Nacionalidad   | Universidad      |
| ----- | ------ | -------------- | -------- | -------------- | ---------------- |
| 2     | 54     | Marcus Kennedy | PF       | Estados Unidos | Eastern Michigan |

## Temporada regular
| División Pacífico        | División Pacífico | División Pacífico | División Pacífico | División Pacífico | División Pacífico | División Pacífico | División Pacífico | División Pacífico |
| Equipo                   | G                 | P                 | %                 | PD                | Casa              | Fuera             | Div               |                   |
| ------------------------ | ----------------- | ----------------- | ----------------- | ----------------- | ----------------- | ----------------- | ----------------- | ----------------- |
| y-Portland Trail Blazers | 57                | 25                | .695              | —                 | 33–8              | 24–17             | 21–9              |                   |
| x-Golden State Warriors  | 55                | 27                | .671              | 2                 | 31–10             | 24–17             | 19–11             |                   |
| x-Phoenix Suns           | 53                | 29                | .646              | 4                 | 36–5              | 17–24             | 17–13             |                   |
| x-Seattle SuperSonics    | 47                | 35                | .573              | 10                | 28–13             | 19–22             | 16–14             |                   |
| x-Los Angeles Clippers   | 45                | 37                | .549              | 12                | 29–12             | 16–25             | 13–17             |                   |
| x-Los Angeles Lakers     | 43                | 39                | .524              | 14                | 24–17             | 19–22             | 13–17             |                   |
| Sacramento Kings         | 29                | 53                | .354              | 28                | 21–20             | 8–33              | 6–24              |                   |

## Playoffs

### Primera ronda
Portland Trail Blazers vs. Los Angeles Lakers 
| Fecha       | Partido                                            | Ciudad      |
| ----------- | -------------------------------------------------- | ----------- |
| 23 de abril | Portland Trail Blazers 115, Los Angeles Lakers 102 | Portland    |
| 25 de abril | Portland Trail Blazers 101, Los Angeles Lakers 79  | Portland    |
| 29 de abril | Los Angeles Lakers 121, Portland Trail Blazers 119 | Los Ángeles |
| 3 de mayo   | Los Angeles Lakers 76, Portland Trail Blazers 102  | Los Ángeles |
|             | Portland Trail Blazers gana las series 3-1         |             |

### Semifinales de Conferencia
Portland Trail Blazers vs. Phoenix Suns 
| Fecha      | Partido                                      | Ciudad   |
| ---------- | -------------------------------------------- | -------- |
| 5 de mayo  | Portland Trail Blazers 113, Phoenix Suns 111 | Portland |
| 7 de mayo  | Portland Trail Blazers 126, Phoenix Suns 119 | Portland |
| 9 de mayo  | Phoenix Suns 124, Portland Trail Blazers 117 | Phoenix  |
| 11 de mayo | Phoenix Suns 151, Portland Trail Blazers 153 | Phoenix  |
| 14 de mayo | Portland Trail Blazers 118, Phoenix Suns 106 | Portland |
|            | Portland Trail Blazers gana las series 4-1   |          |

### Finales de Conferencia
Portland Trail Blazers vs. Utah Jazz 
| Fecha      | Partido                                    | Ciudad         |
| ---------- | ------------------------------------------ | -------------- |
| 16 de mayo | Portland Trail Blazers 113, Utah Jazz 88   | Portland       |
| 19 de mayo | Portland Trail Blazers 119, Utah Jazz 102  | Portland       |
| 22 de mayo | Utah Jazz 97, Portland Trail Blazers 89    | Salt Lake City |
| 24 de mayo | Utah Jazz 121, Portland Trail Blazers 112  | Salt Lake City |
| 26 de mayo | Portland Trail Blazers 127, Utah Jazz 121  | Portland       |
| 28 de mayo | Utah Jazz 97, Portland Trail Blazers 105   | Salt Lake City |
|            | Portland Trail Blazers gana las series 4-2 |                |

### Finales de la NBA
Chicago Bulls vs. Portland Trail Blazers
| Fecha       | Partido                                       | Ciudad   |
| ----------- | --------------------------------------------- | -------- |
| 3 de junio  | Chicago Bulls 122, Portland Trail Blazers 89  | Chicago  |
| 5 de junio  | Chicago Bulls 104, Portland Trail Blazers 115 | Chicago  |
| 7 de junio  | Portland Trail Blazers 84, Chicago Bulls 94   | Portland |
| 10 de junio | Portland Trail Blazers 93, Chicago Bulls 88   | Portland |
| 12 de junio | Portland Trail Blazers 106, Chicago Bulls 119 | Portland |
| 14 de junio | Chicago Bulls 97, Portland Trail Blazers 92   | Chicago  |
|             | Chicago Bulls gana las finales 4-2            |          |

## Estadísticas

### Temporada regular
| Rk | Jugador           | Edad | P  | PT | MP   | TC  | TCI  | %TC  | T3  | T3I | %T3  | TL  | TLI | %TL  | RO  | RD  | RT  | AS  | RB  | TAP | BP  | FP  | PTS  |
| -- | ----------------- | ---- | -- | -- | ---- | --- | ---- | ---- | --- | --- | ---- | --- | --- | ---- | --- | --- | --- | --- | --- | --- | --- | --- | ---- |
| 1  | Clyde Drexler     | 29   | 76 | 76 | 36.2 | 9.1 | 19.4 | .470 | 1.5 | 4.4 | .337 | 5.3 | 6.6 | .794 | 2.2 | 4.4 | 6.6 | 6.7 | 1.8 | 0.9 | 3.2 | 3.0 | 25.0 |
| 2  | Terry Porter      | 28   | 82 | 82 | 34.0 | 6.4 | 13.8 | .461 | 1.6 | 4.0 | .395 | 3.8 | 4.5 | .856 | 0.6 | 2.5 | 3.1 | 5.8 | 1.5 | 0.1 | 2.3 | 1.9 | 18.1 |
| 3  | Jerome Kersey     | 29   | 77 | 76 | 33.2 | 5.2 | 11.1 | .467 | 0.0 | 0.1 | .125 | 2.3 | 3.4 | .664 | 3.1 | 5.1 | 8.2 | 3.2 | 1.5 | 0.9 | 2.0 | 3.3 | 12.6 |
| 4  | Buck Williams     | 31   | 80 | 80 | 31.5 | 4.3 | 7.0  | .604 | 0.0 | 0.0 | .000 | 2.8 | 3.7 | .754 | 3.3 | 5.6 | 8.8 | 1.4 | 0.8 | 0.5 | 1.6 | 3.1 | 11.3 |
| 5  | Kevin Duckworth   | 27   | 82 | 82 | 27.1 | 4.4 | 9.6  | .461 | 0.0 | 0.0 | .000 | 1.9 | 2.8 | .690 | 1.8 | 4.2 | 6.1 | 1.2 | 0.5 | 0.5 | 1.7 | 3.2 | 10.7 |
| 6  | Clifford Robinson | 25   | 82 | 7  | 25.9 | 4.9 | 10.4 | .466 | 0.0 | 0.1 | .091 | 2.7 | 4.0 | .664 | 1.7 | 3.4 | 5.1 | 1.7 | 1.0 | 1.3 | 1.9 | 3.3 | 12.4 |
| 7  | Danny Ainge       | 32   | 81 | 6  | 19.7 | 3.7 | 8.3  | .442 | 1.0 | 2.8 | .339 | 1.3 | 1.6 | .824 | 0.5 | 1.3 | 1.8 | 2.5 | 0.9 | 0.2 | 0.9 | 1.8 | 9.7  |
| 8  | Mark Bryant       | 26   | 56 | 0  | 14.3 | 1.7 | 3.5  | .480 | 0.0 | 0.1 | .000 | 0.7 | 1.1 | .667 | 1.6 | 2.0 | 3.6 | 0.7 | 0.5 | 0.1 | 0.5 | 1.9 | 4.1  |
| 9  | Alaa Abdelnaby    | 23   | 71 | 1  | 13.2 | 2.5 | 5.1  | .493 | 0.0 | 0.0 |      | 1.1 | 1.4 | .752 | 1.1 | 2.5 | 3.7 | 0.4 | 0.4 | 0.2 | 0.9 | 1.9 | 6.1  |
| 10 | Robert Pack       | 22   | 72 | 0  | 12.4 | 1.6 | 3.8  | .423 | 0.0 | 0.1 | .000 | 1.4 | 1.8 | .803 | 0.4 | 0.9 | 1.3 | 1.9 | 0.6 | 0.1 | 1.3 | 1.4 | 4.6  |
| 11 | Wayne Cooper      | 35   | 35 | 0  | 9.8  | 1.0 | 2.3  | .427 | 0.0 | 0.0 |      | 0.2 | 0.3 | .636 | 1.1 | 1.8 | 2.9 | 0.6 | 0.1 | 0.8 | 0.4 | 1.6 | 2.2  |
| 12 | Ennis Whatley     | 29   | 23 | 0  | 9.1  | 0.9 | 2.2  | .412 | 0.0 | 0.2 | .000 | 1.2 | 1.3 | .871 | 0.3 | 0.7 | 0.9 | 1.5 | 0.6 | 0.1 | 0.6 | 0.5 | 3.0  |
| 13 | Danny Young       | 29   | 18 | 0  | 7.4  | 0.9 | 2.2  | .400 | 0.2 | 0.6 | .300 | 0.6 | 0.8 | .714 | 0.0 | 0.5 | 0.5 | 1.1 | 0.3 | 0.0 | 0.3 | 0.3 | 2.5  |
| 14 | Lamont Strothers  | 23   | 4  | 0  | 4.3  | 1.0 | 3.0  | .333 | 0.0 | 0.5 | .000 | 0.5 | 1.0 | .500 | 0.3 | 0.0 | 0.3 | 0.3 | 0.3 | 0.3 | 0.5 | 0.5 | 2.5  |

### Playoffs
| Rk | Jugador           | Edad | P  | PT | MP   | TC  | TCI  | %TC  | T3  | T3I | %T3  | TL  | TLI | %TL   | RO  | RD  | RT  | AS  | RB  | TAP | BP  | FP  | PTS  |
| -- | ----------------- | ---- | -- | -- | ---- | --- | ---- | ---- | --- | --- | ---- | --- | --- | ----- | --- | --- | --- | --- | --- | --- | --- | --- | ---- |
| 1  | Terry Porter      | 28   | 21 | 21 | 41.4 | 7.0 | 13.6 | .516 | 1.8 | 3.7 | .474 | 5.7 | 6.8 | .832  | 1.2 | 3.4 | 4.6 | 6.7 | 1.0 | 0.1 | 2.2 | 2.3 | 21.4 |
| 2  | Clyde Drexler     | 29   | 21 | 21 | 40.3 | 9.4 | 20.2 | .466 | 0.9 | 3.9 | .235 | 6.6 | 8.1 | .807  | 2.9 | 4.5 | 7.4 | 7.0 | 1.5 | 1.0 | 2.8 | 3.7 | 26.3 |
| 3  | Buck Williams     | 31   | 21 | 21 | 36.1 | 3.1 | 6.2  | .508 | 0.0 | 0.0 |      | 3.3 | 4.3 | .758  | 2.9 | 5.6 | 8.5 | 1.0 | 1.3 | 0.8 | 2.1 | 3.5 | 9.6  |
| 4  | Jerome Kersey     | 29   | 21 | 21 | 36.0 | 6.2 | 12.2 | .510 | 0.0 | 0.1 | .000 | 3.8 | 5.4 | .693  | 2.8 | 4.9 | 7.7 | 3.6 | 2.0 | 0.9 | 2.5 | 4.0 | 16.2 |
| 5  | Kevin Duckworth   | 27   | 21 | 21 | 30.8 | 5.1 | 10.3 | .495 | 0.0 | 0.0 |      | 1.7 | 2.5 | .660  | 1.9 | 3.7 | 5.6 | 2.0 | 0.5 | 0.6 | 2.1 | 3.6 | 11.9 |
| 6  | Clifford Robinson | 25   | 21 | 0  | 24.9 | 4.3 | 9.4  | .462 | 0.0 | 0.3 | .167 | 2.1 | 3.7 | .571  | 1.2 | 3.0 | 4.2 | 2.0 | 1.0 | 1.0 | 1.3 | 4.0 | 10.8 |
| 7  | Danny Ainge       | 32   | 21 | 0  | 21.4 | 3.9 | 8.0  | .479 | 1.0 | 2.5 | .404 | 1.9 | 2.2 | .830  | 0.4 | 1.5 | 1.9 | 2.3 | 0.7 | 0.0 | 1.2 | 2.8 | 10.6 |
| 8  | Mark Bryant       | 26   | 12 | 0  | 9.7  | 0.8 | 2.4  | .345 | 0.0 | 0.0 |      | 0.3 | 0.3 | .750  | 0.9 | 1.5 | 2.4 | 0.1 | 0.3 | 0.0 | 0.8 | 1.8 | 1.9  |
| 9  | Wayne Cooper      | 35   | 3  | 0  | 9.0  | 0.7 | 1.3  | .500 | 0.0 | 0.0 |      | 0.0 | 0.0 |       | 0.3 | 2.3 | 2.7 | 0.0 | 0.0 | 1.0 | 0.3 | 1.3 | 1.3  |
| 10 | Ennis Whatley     | 29   | 15 | 0  | 6.4  | 0.4 | 1.3  | .300 | 0.0 | 0.1 | .000 | 0.3 | 0.3 | 1.000 | 0.0 | 0.7 | 0.7 | 0.9 | 0.5 | 0.0 | 0.3 | 0.7 | 1.1  |
| 11 | Robert Pack       | 22   | 14 | 0  | 3.7  | 0.3 | 1.3  | .222 | 0.0 | 0.0 |      | 0.2 | 0.3 | .750  | 0.1 | 0.3 | 0.4 | 0.5 | 0.4 | 0.1 | 0.2 | 0.7 | 0.8  |
| 12 | Alaa Abdelnaby    | 23   | 8  | 0  | 3.1  | 0.6 | 1.3  | .500 | 0.0 | 0.0 |      | 0.3 | 0.5 | .500  | 0.0 | 0.5 | 0.5 | 0.3 | 0.0 | 0.0 | 0.3 | 0.5 | 1.5  |

## Galardones y récords
| Jugador       | Galardón                               |
| Clyde Drexler | Mejor quinteto de la NBA All-Star      |
| Buck Williams | 2.º Mejor quinteto defensivo de la NBA |